# Øygarden
Øygarden este o comună din provincia Hordaland, Norvegia.